# Calodia keralica
Calodia keralica  (лат.) — вид прыгающих насекомых рода Calodia из семейства цикадок (Cicadellidae). Ориентальная область: Индия. Общая окраска рыжевато-бурая. Голова рыжеватая с зелёным оттенком. Глаза коричневые, оцеллии чёрные; пронотум и мезонотум чёрные с более светлыми задними краями; передние крылья рыжеватые с зелёным оттенком; грудные стерниты и плейриты чёрные. Длина самцов от 6,2 до 6,4 мм; ширина головы через глаза 1,7 мм.Скутеллюм крупный, его длина равна или больше длины пронотума. Голова субконическая, отчётливо уже пронотума; лоб узкий. Глаза относительно крупные, полушаровидные. Клипеус длинный, узкий. Сходны по габитусу с Calodia ostenta, отличаясь деталями строения гениталий. Вид был описан в 2019 году энтомологами C. A. Viraktamath и Naresh M. Meshram (Индия).